# ستيفن شاندرا
ستيفن شاندرا هو سباح إندونيسي، ولد في 9 يناير 1981.